# Franco Origone
Franco Origone (Genova, 8 novembre 1950 – Genova, 19 febbraio 2014) è stato un fumettista e illustratore italiano, creatore con il fratello Agostino del personaggio di Nilus.

## Carriera
Lavora fin dalle prime opere con il fratello Agostino, occupandosi principalmente dei disegni. Il debutto è sulle pagine del quotidiano della città natale Genova, Il Lavoro, nel 1973. Nel 1974 l'approdo alla rivista edita da Mondadori editore Il Mago, con il personaggio del dittatore "Petrus". Il successo lo raggiunge nel 1976 con "Nilus", striscia satirica ambientata nell'Antico Egitto. Dal 1980 è il vignettista del maggiore quotidiano della sua città natale, Il Secolo XIX.
Muore nel 2014 dopo una lunga malattia 

## Riconoscimenti
- Salone Internazionale dell'Umorismo di Bordighera, Palma d'oro nel 1984